# Just for a Day
Just for a Day är debutalbumet av det engelska shoegazingbandet Slowdive, utgivet den 2 september 1991 på Creation Records. Det spelades in vid Courtyard Studios i Abingdon, Oxfordshire tidigare känt som Georgetown Studios. Produktionen sköttes av Chris Hufford tillsammans med gitarristen Neil Halstead, som även skrev samtliga låtar. Albumet uppnådde plats 32 på den brittiska albumlistan som bäst. Vid utgivningen hade vissa exemplar ett klistermärke med texten "like a mind altering substance, without the risk" (som en sinnesförändrande substans, utan risken).

## Låtlista
Alla låtar är skrivna och komponerade av Neil Halstead. 
| Nr | Titel                | Längd |
| -- | -------------------- | ----- |
| 1. | Spanish Air          | 6:02  |
| 2. | Celia's Dream        | 4:07  |
| 3. | Catch the Breeze     | 4:19  |
| 4. | Ballad of Sister Sue | 4:32  |
| 5. | Erik's Song          | 4:25  |
| 6. | Waves                | 5:49  |
| 7. | Brighter             | 3:48  |
| 8. | The Sadman           | 4:45  |
| 9. | Primal               | 5:31  |

## Medverkande
Slowdive
- Rachel Goswell – sång, gitarr
- Neil Halstead – sång, gitarr, keyboard
- Christian Savill – gitarr
- Nick Chaplin – basgitarr
- Simon Scott – trummor
- Mixad av Slowdive

Övriga medverkande
- Califram – fotografi
- Richard Hermitage – manager
- Chris Hufford – producent, ljudtekniker
- Spike – cello
- Andrea Williams – cello